# Alliance for Change and Transparency
Alliance for Change and Transparency (ACT) ist eine politische Partei in Tansania. In Swahili heißt sie Chama cha Wazalendo, was „Patriotische Partei“ bedeutet. Sie wird auch ACT–Wazalendo genannt.

## Geschichte
Die Partei wurde am 15. Mai 2014 registriert.
Im Jahr 2015 wechselte der Oppositionsabgeordnete Zitto Kabwe von Chadema zu ACT. 2019 kam Seif Sharif Hamad, der Generalsekretär der Partei Civic United Front (Cuf), zu ACT.

### Wahlen
Präsidentschaftswahlen
- 2015: Die ACT-Kandidatin Anna Mghwira erreichte 98.763 Stimmen und 0,65 Prozent.
- 2020: Der ACT-Kandidat Bernard Kamillius Membe erreicht 81.129 Stimmen und 0,55 Prozent.

Wahl zur Nationalversammlung
- 2015: Bei der Wahl 2015 erreichte die Partei 1 der 264 direkt gewählten Sitze.[4]
- 2020: Zusammen mit der Oppositionspartei Chadema erkannte ACT zuerst die Ergebnisse der Wahl 2020 nicht an und forderte Neuwahlen. Während das Beobachterteam der Ostafrikanischen Gemeinschaft NEC die Durchführung der Wahl lobte, berichtete das Electoral Institute for Sustainable Democracy in Africa (EISA) von Unregelmäßigkeiten.[5] Die Nationale Wahlkommission wies den Einspruch als unbegründet zurück und ACT erhielt 5 Sitze.[6]

### Führungsteam
Das Führungsteam der Partei besteht aus (Stand 2022):
- Zitto Kabwe, Vorsitzender[7]
- Ado Shaibu, Generalsekretär[8]
- Dorothy Jonas Semu, stellvertretende Vorsitzende[9]

## Programm
ACT ist eine sozialdemokratische Partei.
Sie folgt weitgehend der „Ujamaa-Politik“ (Politik des Familienlebens, des Sozialismus) von Julius Nyerere, dem ersten Präsidenten von Tansania. So sollen soziale Gerechtigkeit, Rechenschaftspflicht und Gleichheit wieder hergestellt werden, die natürlichen Ressourcen genutzt und eine eigenständige Wirtschaft entwickelt werden. Nicht verfolgt wird jedoch die Verstaatlichung von Privatvermögen.
Die wichtigsten Programmpunkte sind:
- Arbeitsplätze schaffen
- Soziale Dienstleistungen für alle
- Polizei, die Menschen schützt
- Achtung der Menschenrechte